# Lijst van gemeenten in het departement Territoire de Belfort
Hieronder volgt een lijst van de 102 gemeenten (communes) in het Franse departement Territoire de Belfort (departement 90).

## A
Andelnans
- Angeot
- Anjoutey
- Argiésans
- Autrechêne
- Auxelles-Bas
- Auxelles-Haut

## B
Banvillars
- Bavilliers
- Beaucourt
- Belfort
- Bermont
- Bessoncourt
- Bethonvilliers
- Boron
- Botans
- Bourg-sous-Châtelet
- Bourogne
- Brebotte
- Bretagne
- Buc

## C
Charmois
- Châtenois-les-Forges
- Charmois
- Chavanatte
- Chavannes-les-Grands
- Chèvremont
- Courcelles
- Courtelevant
- Cravanche
- Croix
- Cunelières

## D
Danjoutin
- Delle
- Denney
- Dorans

## E
Eguenigue
- Éloie
- Essert
- Étueffont
- Évette-Salbert

## F
Faverois
- Felon
- Fêche-l'Église
- Florimont
- Fontaine
- Fontenelle
- Foussemagne
- Frais
- Froidefontaine

## G
Giromagny
- Grandvillars
- Grosmagny
- Grosne

## J
Joncherey

## L
Lachapelle-sous-Chaux
- Lachapelle-sous-Rougemont
- Lacollonge
- Lagrange
- Lamadeleine-Val-des-Anges
- Larivière
- Lebetain
- Lepuix-Neuf
- Lepuix
- Leval

## M
Menoncourt
- Meroux
- Méziré
- Montbouton
- Montreux-Château
- Morvillars
- Moval

## N
Novillard

## O
Offemont

## P
Pérouse
- Petit-Croix
- Petitefontaine
- Petitmagny
- Phaffans

## R
Réchésy
- Recouvrance
- Reppe
- Riervescemont
- Romagny-sous-Rougemont
- Roppe
- Rougegoutte
- Rougemont-le-Château

## S
Saint-Dizier-l'Évêque
- Saint-Germain-le-Châtelet
- Sermamagny
- Sevenans
- Suarce

## T
Thiancourt
- Trévenans

## U
Urcerey

## V
Valdoie
- Vauthiermont
- Vellescot
- Vescemont
- Vétrigne
- Vézelois
- Villars-le-Sec